# Otto al III-lea, Duce al Carintiei
Otto al III-lea (n.c. 1265 – d. 25 mai 1310) aparținând Liniei Meinhardine a Casei de Gorizia, a fost conte de Gorizia-Tirol și duce de Carintia și Crania (1295–1310).

## Biografie
Otto a fost fiul ducelui Meinhard al II-lea și al Elisabetei de Bavaria. În 1295 el i-a succedat tatălui său împreună cu frații săi Albert, Ludovic și Henric.
Otto a preluat o cârmuire bine organizată. Tatăl său pusese bazele unei administrații eficiente prin promovarea funcționarilor ministeriali. Otto a ajuns la o înțelegere cu episcopul de Bozen-Brixen (Bolzano-Bressanone) cu privire la granița dintre Tirol și eparhie. Începând de atunci această graniță a fost fixată la confluența râurilor Avisio și Adige, la nord de Trento. Frații lui Otto au deținut funcția de advocatus al episcopiei Trento. Deși Otto a obținut drepturi vamale în Tirol acordate de regele Albert I, risipa de la curtea lui Otto a fost povară grea pentru administrație. Printre măsurile politice ale lui Otto se remarcă în 1305 extinderea și securizarea comerțului din Gries (astăzi parte a orașului Bolzano) în detrimentul orașului Bolzano (Bozen) care era încă dominat de episcopie.
Deoarece Otto a murit fără a avea un fiu, fratele său mai mic Henric de Carintia i-a succedat în 1310. Frații săi Albert și Ludovic muriseră în 1292 și respectiv în 1305.

## Căsătorii și descendenți
În 1297 Otto s-a căsătorit cu ducesa Eufemia (1281–1347), fiica ducelui Henric al V-lea al Sileziei. Cei doi au avut patru fiice:
- Anna (n. 1300) care s-a căsătorit cu Rudolf al II-lea al Palatinatului;
- Elisabeta, căsătorită cu regele Petru al II-lea, regele Siciliei;
- Ursula;
- Eufemia.